# Kizuna Encounter: Super Tag Battle
Pour les articles homonymes, voir Kizuna.
Kizuna Encounter: Super Tag Battle est un jeu vidéo de combat développé et édité par SNK en 1996 sur Neo-Geo MVS, Neo-Geo AES (NGM 216),,. En version Neo-Geo AES, celui-ci est extrêmement rare et recherché par les collectionneurs.

## Système de jeu
Il s'agit d'un jeu de combat en 2 contre 2.

## Réédition
- PlayStation 2 (2007, NeoGeo Online Collection Vol.8: Fuun Super Combo)
- Console virtuelle (Japon)

## Série
1. Savage Reign (1995, Neo-Geo MVS)
2. Kizuna Encounter: Super Tag Battle (1996)